# 인동초등학교
인동초등학교는 대한민국 경상북도 구미시 인의동에 있는 공립 초등학교다.

## 역사
- 1905년 4월 1일 사립 옥산학교 창립
- 1912년 4월 1일 인동공립보통학교 개교(4년제)
- 1938년 4월 1일 인동공립심상소학교로 개칭[1]
- 1941년 4월 1일 인동공립국민학교로 개칭[2]
- 1978년 2월 15일 구미시에 편입(행정구역 개편)
- 1996년 3월 1일 인동초등학교로 개칭[3]
- 2019년 2월 15일 제106회 졸업(59명, 총 졸업생 수 10,223명)
- 2019년 3월 1일 초등 19학급 편성(특수 2학급 포함), 유치원 4학급 편성(특수 1학급 포함)
- 2020년 2월 14일 제107회 졸업(68명, 총 졸업생 수 10,291명)
- 2020년 3월 1일 초등 18학급 편성(특수 2학급 포함), 유치원 4학급 편성(특수 1학급 포함)
- 2021년 2월 15일 제108회 졸업(68명, 총 졸업생 수 10,291명)
- 2021년 3월 1일 20학급 편성(특수 2학급 포함), 유치원 4학급 편성(특수 1학급 포함)
- 2021년 9월 1일 제33대 김욱 교장 부임
- 2022년 1월 4일 제109회 졸업(64명, 총 졸업생 수 10,355명)
- 2023년 1월 5일 제110회 졸업(63명, 총 졸업생 수 10,418명)
- 2023년 3월 1일 18학급 편성(특수 2학급 포함), 유치원 4학급 편성(특수 1학급 포함)

## 학교 상징
- 교화 : 목련 - 화합과 협동, 겨울(어려움)을 이겨낸 굳센 의지와 기상
- 교목 : 향나무 - 강인한 정신력과 고고한 기상

## 참고 자료
- 인동초등학교 - 한국교육학술정보원 학교알리미